# Hennermühle
Hennermühle war eine Einöde in der damaligen Gemeinde Großenschwand im Landkreis Vohenstrauß.

## Lage
Die Hennermühle lag an dem Zusammenfluss der beiden Oberläufe des  Lacherbachs, dem Kaufnitzbach und dem Hennerbach, gut 800 Meter westlich vom Ort Kaufnitz. Etwa 300 Meter östlich lag die Walkmühle.

## Geschichte
Die Hennermühle, ein Anwesen mit Sägewerk, Mühle und Bäckerei, brannte 1918 ab und liegt seither wüst. Im Amtlichen Ortsverzeichnis von 1876 wird die Einöde Hennermühle als Ort der Gemeinde Grossenschwand im Bezirksamt Vohenstrauß aufgeführt, zugehörig zur katholischen Pfarrei, Schule und Post im zwei Kilometer entfernten Tännesberg. Für 1871 werden fünf Einwohner, drei Gebäude, zwei Pferde und drei Rinder und für 1875 vier Einwohner festgestellt.